# Jerónimo Lobo
Jerónimo Lobo (* 1593; † 29. Januar 1678 in Lissabon) war ein portugiesischer Forschungsreisender, Jesuit und Missionar.

## Leben
Lobo trat im Jahr 1609 dem Jesuitenorden bei. 1622 ging er als Missionar nach Goa. 1624 brach er zu einer ersten Reise nach Äthiopien auf, wo er lt. Zedler von den osmanischen Behörden deportiert wurde. 1625 gelang ihm die Reise nach Äthiopien, u. a. mit Afonso Mendes, dem Patriarchen von Äthiopien. Lobo ließ sich in Fremona nieder, von wo er missionarisch tätig wurde, bis zur Verbannung der katholischen Missionare aus Äthiopien 1634 durch Kaiser Sissinios. Nach der Rückkehr am 8. Dezember 1634 nach Goa reiste er nach Europa und erlitt Schiffbruch. Nachdem er von den Holländern auf einer wüsten Insel ausgesetzt worden war, gelangte er schließlich über Cádiz, Sevilla und Lissabon nach Rom. 1640 fuhr er zurück nach Goa, dort wirkte er als Superior, dann als Provinzial der jesuitischen Ordensniederlassung. 1658 kehrte er in seine Heimat Portugal zurück.

## Werke

### In deutscher Sprache
- P. Hieronymi eines Jesuiten in Portugal Neue Beschreibung und Bericht von der wahren Beschaffenheit 1. Des Mohrenlands, sonderlich des Abyssinichen Käysersthums. 2. Des Ursprungs Nyli. 3. Wo das Einhorn zu finden. 4. Warumb der Abyssiner Käiser Priester Johannes geneñet werde. 5. Wie das Rothe Meer beschaffen, und woher es diesen Namen habe. 6. Von unterschiedlichen Arten der Palmenbäume, und von ihrer Tugend und Nutzbarkeit … Nachricht in die Teutsche Sprach übersetzt Nürnberg 1670, gedruckt bey Christoff Gerhard

### In englischer Sprache
- A short relation of the river Nile, of its source and current; of its overflowing the Campagnia of Aegipt till it runs into Mediterranean... / Written by an Eye-whitness who lived many years in the chief kingdoms of Abyssine Empire London, Printed for John Martin, 1673
- Moderne Ausgabe: The Itinerário of Jerónimo Lobo; translated by Donald M. Lockhart; from the Portuguese text established and edited by M. G. da Costa; with an introduction and notes by C. F. Beckingham London, The Hakluyt Society, 1984

### In französischer Sprache
- Voyage Historique d'Abissinie du R. P. Jerome Lobo de la Compagnie de Jesus; traduit du Portugais, continué & augmenté de plusieurs dissertations, lettres & mémoires par M.Le Grand, prieur de Neuville-les-Dames & de Prevessin Amsterdam, aux depens de la Compagnie, 1728. Mikrofiche der historischen Ausgabe: Hildesheim Olms 1993–1998, ISBN 3-487-27227-X